# José Antonio Cotrina
José Antonio Cotrina (Vitoria, España, 8 de julio de 1972) es un escritor español que aborda principalmente los géneros de fantasía, ciencia ficción y terror. Es conocido por sus novelas ambientadas en el Universo Entre Líneas y por su trilogía de novelas de El Ciclo de la Luna Roja.

## Biografía
Se licenció en Publicidad y Relaciones Públicas, aunque se dedica a la narrativa fantástica en todas sus vertientes.  Comenzó a publicar a principios de los noventa, relatos en su mayor parte, hasta dar el salto a la novela con Las fuentes perdidas en el año 2003, la primera de sus novelas enclavada en el Universo Entre Líneas. Desde entonces ha orientado su carrera hacia la literatura juvenil, con obras como La casa de la Colina Negra, la trilogía El Ciclo de la Luna Roja, La canción secreta del mundo y El fin de los sueños, escrito con Gabriella Campbell. Tiene varios premios en su haber, entre ellos el Premio UPC de novela corta de ciencia ficción por Salir de Fase, el premio Alberto Magno, del que ha sido ganador en varias ocasiones y el premio Kelvin a la mejor novela de fantasía juvenil por Las puertas del infinito, escrita junto a Víctor Conde.
Sus historias se caracterizan por la mezcla de géneros, con un predominio en general de la fantasía y el terror, lo que lo convierte en un exponente claro de la fantasía oscura española. Sus obras más conocidas son las ambientadas en el Universo Entre Líneas, en los que un mundo mágico y secreto para la gran mayoría convive con nuestro mundo real y cotidiano; y por su trilogía de novelas de El Ciclo de la Luna Roja, una saga juvenil ambientada en la ciudad ficticia de Rocavarancolia donde un grupo de jóvenes de la Tierra llevado allí mediante engaños debe sobrevivir hasta la salida de la Luna Roja que da título a la saga. 
Destacan en sus textos la importancia de los escenarios, los giros argumentales sorprendentes y un gusto por lo oscuro y macabro. 
Su novela más reciente es Fractal (2020).
Ha sido traducido al inglés, al polaco, al checo, al italiano y al chino.
En septiembre de 2020, La cosecha de Samhein, primer volumen de su trilogía El Ciclo de la Luna Roja, fue publicado en Estados Unidos y Canadá, en dos ediciones: en inglés y en castellano. El resto de la trilogía será publicado en breve.
Junto a Gabriella Campbell redacta y coordina el boletín quincenal Lo extraño y lo maravilloso, donde repasan la actualidad del mundo fantástico.

## Obra

### Novelas[7]
- CODA. Edición independiente, Amazon, 2021. Saga El ciclo de la Luna Roja.
- Fractal. Novela corta. 2020.
- La deriva. SM, 2018.
- La noche del espectro. Naufragio de Letras, 2018. Con Gabriella Campbell.
- Crónicas del fin: una grieta en el cielo. Alethé, 2018. Con Gabriella Campbell.[8]
- El día del dragón. Naufragio de Letras, 2016. Con Gabriella Campbell.
- Las puertas del infinito. Fantascy, 2016. Con Víctor Conde.
- Erial. Novela corta. Certamen Alberto Magno de ciencia ficción 2011-2015, Universidad del País Vasco, 2016.
- El dios caído. Novela corta. Certamen Alberto Magno de ciencia ficción 2011-2015, Universidad del País Vasco, 2016.
- Eres un supervillano. Librojuego. Editorial Hidra, 2015. Traducciones: Ets un supervilá!, Editorial Hidra, 2017.
- El fin de los sueños. Plataforma Neo, 2014. Con Gabriella Campbell.
- La canción secreta del mundo.. Editorial Hidra, 2013. Reediciones: Palabaristas Press, 2015. Edición independiente, Amazon, 2019. Universo Entre Líneas.
- Castillo fantasma. Librojuego. Editorial Hidra, 2011. Traducciones: Castell Fantasma, Editorial Hidra, 2012. 幽灵城堡, Nanjin University Press, 2013. Hayaletli Şato, Beyaz Balin, 2015.
- Luna de locos. Novela corta. Ganadores del Certamen Literario de Ciencia Ficción Alberto Magno (2007-2010), Universidad del País Vasco, 2011. Reediciones: Palabaristas Press, 2014. Premios Alberto Magno 2007-2010, Proyecto F, 2017. Sonolibro, (audiolibro), 2019
- La sombra de la luna. Editorial Hidra, 2011. Reedición: Edición independiente, Amazon, 2019. Saga El ciclo de la Luna Roja.
- Los hijos de las tinieblas. Alfaguara, 2010. Reediciones: Editorial Hidra, 2011. Edición independiente, Amazon, 2018. Saga El ciclo de la Luna Roja.
- La cosecha de Samhein. Alfaguara, 2009. Reediciones: Editorial Hidra, 2011. Edición independiente, Amazon, 2018. Saga El ciclo de la Luna Roja.
- La casa de la colina negra. Alfaguara, 2006.
- Argos. Novela corta. Artifex 3 (3ª época), Bibliópolis, 2006. Reediciones: Certamen Alberto Magno de ciencia ficción 2006, Universidad del País Vasco, 2007. Fabricantes de sueños. Selección 2007, Asociación Española de Fantasía y Ciencia Ficción, 2009.
- Mala racha. Novela corta. Mala Racha, Grupo AJEC, 2002. Reediciones: Certamen Alberto Magno de ciencia ficción 2003, Universidad del País Vasco, 2004. Incluido en Salir de Fase, Palabaristas Press, 2014. Mala racha, Apache Libros, 2017. Universo del cambio.
- La pirámide. Novela corta. En Mala Racha, Grupo AJEC 2002. Universo Entre líneas.
- Las fuentes perdidas. La Factoría de Ideas, 2003. Reedición: Alianza, 2017. Universo Entre líneas.
- Amanecer. Novela corta. Certamen Alberto Magno de ciencia ficción 2003, Universidad del País Vasco, 2004. Reediciones: Artifex 11 (2ª época), Bibliópolis, 2004. Palabaristas Press, 2015. Sonolibro, (audiolibro) 2019.
- Tiempo muerto. Novela corta. Premio UPC 2001, Ediciones B, 2002.
- Salir de fase. Novela corta. Premio UPC 2000, Ediciones B, 2001. Reedición, Salir de Fase, Palabaristas Press, 2014. Universo del cambio.
- Lilith, el juicio de la Gorgona y La Sonrisa de Salgari. Novela corta. Certamen Alberto Magno de ciencia ficción, Universidad del País Vasco, 1999. Reedición independiente, Amazon, 2019. Universo Entre líneas.

### Relatos[7]
- Ocultos. Verbum, Fata Libelli, 2016.
- Ciudades. Akasa-Puspa, de Aguilera y Redal, Sportula, 2012.
- La niña muerta. Asimov Ciencia Ficción 5, Ediciones Robel, 2004.
- Esmeralda. Valis 12, Grupo AJEC, 2002.
- Tres noches y un crepúsculo. Artifex 4 (2ª época), 2000. Universo Entre líneas.
- Soñando Soberbia: el arquitecto. Artifex 3 (2ª época), 2000. Universo Entre líneas.
- Perseguir un sueño. Solaris 3, La Factoría de Ideas, 2000.
- Los conejos de la guerra. Antología de relatos II concurso EMM, Grupo Ajec, 2000.
- Entre líneas. Gigamesh 25, 2000. Reediciones: Incluido en Las fuentes perdidas, Alianza, 2017. Traducciones: The SFWA European Hall of Fame, Tor Books, 2007. Kroki w nieznane. Almanach fantastyki 2007. Síň slávy evropské SF, Baronet, 2008. Solaris, 2007. Pianeti dell' impossibile, Mondadori, 2010. Universo Entre Líneas.
- Destino Soberbia. Artifex 2 (2ª época), 1999. Universo Entre líneas.
- Tullido. Núcleo Ubik N.º 1, 1994.
- La noche de las tres lunas. Visiones propias II. Antología de la Asociación Española de Fantasía y Ciencia Ficción, 1993.
- Tormenta. Visiones propias. Antología de la Asociación Española de Fantasía y Ciencia Ficción, 1992.
- Otoño. Boletín de la Asociación Española de Fantasía y Ciencia Ficción N.º 2, 1992.
- La noche. Boletín de la Asociación Española de Fantasía y Ciencia Ficción N.º 2, 1992.
- Crucifixión. Boletín de la Asociación Española de Fantasía y Ciencia Ficción N.º 2, 1992.

## Premios[1]
2023— La cosecha de Samhein. Premio  Mejor obra de literatura fantástica extranjera en el Fórum Fantástico de Lisboa, Portugal.
2017— Las puertas del infinito. Premio Kelvin a la mejor novela juvenil nacional.
2013— La canción secreta del mundo. Premio El Templo de las Mil Puertas a la mejor novela juvenil nacional independiente.
2012— El dios caído. Premio UPV de la XXIV Edición del Certamen Alberto Magno.

2011— La sombra de la luna. Premio El Templo de las Mil Puertas a la mejor novela juvenil nacional perteneciente a saga.
2011— Erial. Segundo premio de la XXIII Edición del Certamen Alberto Magno.
2010— Los hijos de las tinieblas. Premio El Templo de las Mil Puertas a la mejor novela juvenil nacional perteneciente a saga.
2007— Luna de locos. Primer premio de la XIX Edición del Certamen Alberto Magno.
2005— Argos. Primer premio de la XVII Edición del Certamen Alberto Magno.

2005— Amanecer. Premio Ignotus a la mejor novela corta publicada en 2004.
2005— La niña muerta. Premio Ignotus al mejor cuento publicado en 2004.
2003— La niña muerta. Premio Domingo Santos 2003.
2002— Amanecer. Segundo premio de la XIV Edición del Certamen Alberto Magno.

2000— Salir de Fase. Primer premio del Premio de Novela Corta de Ciencia Ficción UPC.
2000— Mala racha. Primer premio de la XII Edición del Certamen Alberto Magno de Ciencia Ficción.
2000— Los conejos de la guerra. Primer premio del II concurso EMM.
1998— Lilith, el Juicio de la Gorgona y La Sonrisa de Salgari. Segundo premio de la X Edición del Certamen Alberto Magno de Ciencia Ficción.

### Noticias
- Gabriella Campbell y José Antonio Cotrina presentan su saga 'Crónicas del fin' en el Festival Celsius de Avilés

- Artículo sobre José Antonio Cotrina, en Cyberdark

- Listado de obras de José Antonio Cotrina, en Tercera Fundación

### Entrevistas
- Entrevista a José Antonio Cotrina en El templo de las mil puertas (2018)

- Entrevista a José Antonio Cotrina en Viviendo Cultura (2013)

- Entrevista a José Antonio Cotrina en Más allá de las palabras (2010)

- Entrevista a José Antonio Cotrina en Axxon (2009)

- Entrevista a José Antonio Cotrina en Cyberdark (2003)

- Entrevista a José Antonio Cotrina en Comentarios De Libros

### Premios
- José Antonio Cotrina gana el Premio Alberto Magno 2012

- José Antonio Cotrina gana el Premio Alberto Magno 2005

- José Antonio Cotrina gana el premio Alberto Magno 2002 por Amanecer, en El País

### Críticas
- Crítica de La Deriva, en Cine de Escritor

- Crítica de La Noche del Espectro, en La Gran Biblioteca de David

- Crítica de Luna de Locos, en A Librería

- Crítica de El Día del Dragón, en La Piedra de Sísifo

- Crítica de Las Fuentes Perdidas, en El rincón de Cabal

- Crítica de Las Fuentes Perdidas, en Sagacomic

- Crítica de Las Fuentes Perdidas, en Libros Prohibidos

- Crítica de Las Fuentes Perdidas, en A Librería

- Críticas de Las Fuentes Perdidas, en GoodReads.com

- Crítica de Las Puertas del Infinito, en La Piedra de Sísifo

- Crítica de La Canción Secreta del Mundo, en Libros Prohibidos

- Crítica de La Canción Secreta del Mundo, por Ana Katzen

- Críticas de La Canción Secreta del Mundo, en GoodReads.com

- Crítica de El Ciclo de la Luna Roja, en Libros Prohibidos

- Crítica de El ciclo de la Luna Roja, en El Fogón

- Crítica de Mala racha, en Libros prohibidos

- Crítica La Casa de la Colina Negra, en Cinco Días-El País

- Crítica de Crónicas del Fin: Una Grieta en el Cielo, en Fantasymundo

- Crítica de varias obras de José Antonio Cotrina, en Fantástica-Ficción